# 聖伯鐸堂 (多倫多)
聖伯鐸堂（英語：St. Peter's Church）是加拿大安大略省多倫多的一座天主教堂區教堂。自2015年6月起，該教堂由天主教多倫多總教區管理。
該堂區每週舉行四場主日彌撒，分別在周六下午5時、周日上午9時、周日上午11時15分及周日下午6時。